# Arrondissement Marseille
Marseille is een arrondissement van het Franse departement Bouches-du-Rhône in de regio Provence-Alpes-Côte d'Azur. De onderprefectuur is Marseille.

## Kantons
Het arrondissement was tot 2014 samengesteld uit de volgende kantons:
- Kanton Allauch
- Kanton Aubagne-Est
- Kanton Aubagne-Ouest
- Kanton La Ciotat
- Kanton Marseille-La Belle-de-Mai
- Kanton Marseille-Belsunce
- Kanton Marseille-La Blancarde
- Kanton Marseille-Le Camas
- Kanton Marseille-La Capelette
- Kanton Marseille-Les Cinq-Avenues
- Kanton Marseille-Les Grands-Carmes
- Kanton Marseille-Mazargues
- Kanton Marseille-Montolivet
- Kanton Marseille-Notre-Dame-du-Mont
- Kanton Marseille-Notre-Dame-Limite
- Kanton Marseille-Les Olives
- Kanton Marseille-La Pointe-Rouge
- Kanton Marseille-La Pomme
- Kanton Marseille-La Rose
- Kanton Marseille-Saint-Barthélemy
- Kanton Marseille-Sainte-Marguerite
- Kanton Marseille-Saint-Giniez
- Kanton Marseille-Saint-Just
- Kanton Marseille-Saint-Lambert
- Kanton Marseille-Saint-Marcel
- Kanton Marseille-Saint-Mauront
- Kanton Marseille-Les Trois Lucs
- Kanton Marseille-Vauban
- Kanton Marseille-Verduron
- Kanton Roquevaire

Na de herindeling van de kantons door het decreet van 27 februari 2014, met uitwerking op 22 maart 2015, omvat het volgende kantons:
- Kanton Allauch
- Kanton Aubagne
- Kanton La Ciotat
- Kanton Marseille-1
- Kanton Marseille-2
- Kanton Marseille-3
- Kanton Marseille-4
- Kanton Marseille-5
- Kanton Marseille-6
- Kanton Marseille-7
- Kanton Marseille-8
- Kanton Marseille-9
- Kanton Marseille-10
- Kanton Marseille-11
- Kanton Marseille-12